# Karol-Ann Canuel

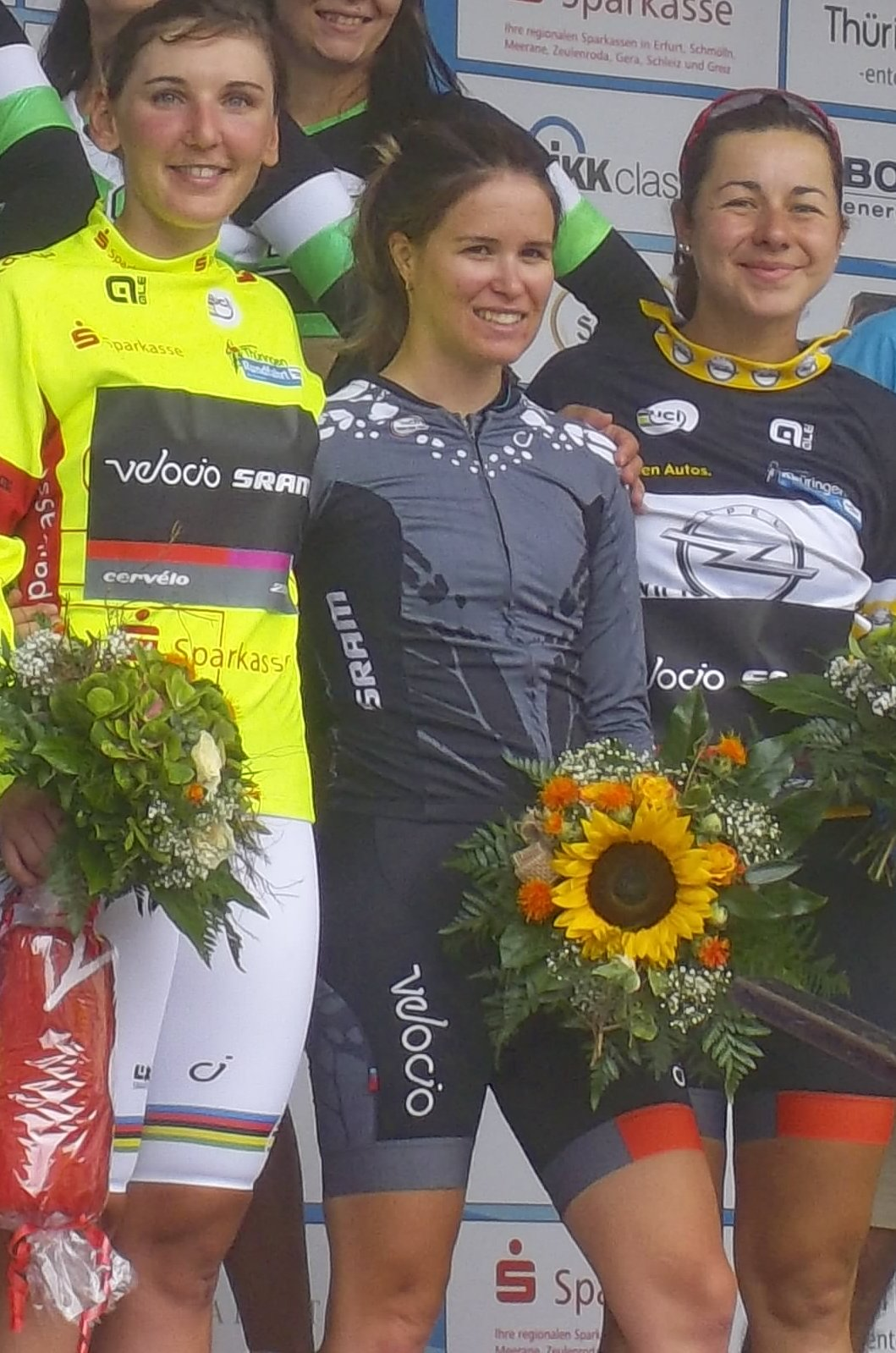
Karol-Ann Canuel, en el centro, como ganadora de la 7.ª etapa del Tour de Turingia femenino 2015.

Karol-Ann Canuel (Quebec, 18 de abril de 1988) es una ciclista canadiense.

## Trayectoria

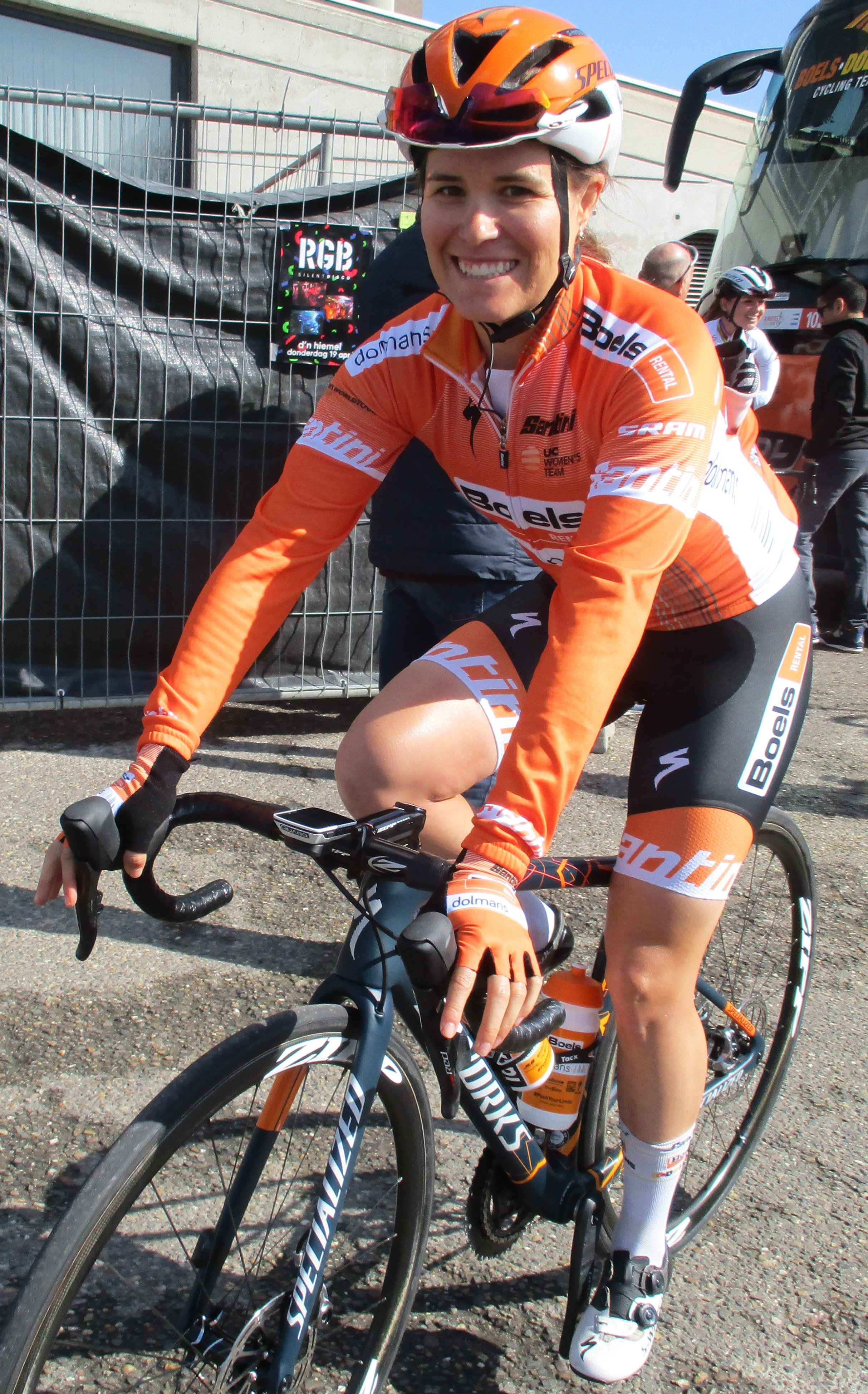
Canuel en una carrera en el año 2018

Debutó como profesional en 2010 a pesar de no destacar especialmente en su etapa amateur -solo en campeonatos nacionales de categorías inferiores y en el Mundial en Ruta juvenil 2006 donde fue 5.ª-.
Como profesional ha destacado levemente venciendo en alguna prueba amateur de categoría absoluta y obteniendo varios top-5 en carreras por etapas francesas y en el Tour de Turingia 2015; además de tres victorias parciales y un Campeonato de Canadá Contrarreloj.
Por otra parte participó en 2 de los 4 títulos consecutivos que obtuvo el Specialized/Velocio en la contrarreloj mundial por equipos. Poco después de ese segundo título fichó pro el Boels Dolmans, uno de los mejores equipos ciclitsas femeninos.
Se retiró en septiembre de 2021 tras haber participado en el Campeonato Mundial.

## Palmarés
2013
- 1 etapa del Tour Cycliste Féminin International de l'Ardèche

2015
- 1 etapa de la Gracia-Orlová
- Campeonato de Canadá Contrarreloj
- 1 etapa del Tour de Thüringe

2017
- Campeonato de Canadá Contrarreloj

2018
- 2.ª en el Campeonato de Canadá Contrarreloj

2019
- 2.ª en el Campeonato de Canadá Contrarreloj
- Campeonato de Canadá en Ruta

## Resultados en Grandes Vueltas y Campeonatos del Mundo
Durante su carrera deportiva ha conseguido los siguientes puestos en las Grandes Vueltas femeninas y en los Campeonatos del Mundo en carretera:
| Carrera              | Carrera              | 2010 | 2011 | 2012 | 2013 | 2014 | 2015 | 2016 | 2017 | 2018 | 2019 | 2020 | 2021 |
| -------------------- | -------------------- | ---- | ---- | ---- | ---- | ---- | ---- | ---- | ---- | ---- | ---- | ---- | ---- |
|                      | Giro de Italia       | —    | —    | —    | —    | —    | 11.ª | 15.ª | 8.ª  | 32.ª | 41.ª | 39.ª | —    |
|                      | Tour de l'Aude       | —    | X    | X    | X    | X    | X    | X    | X    | X    | X    | X    | X    |
|                      | Grande Boucle        | X    | X    | X    | X    | X    | X    | X    | X    | X    | X    | X    | X    |
| Mundial en Ruta      | Mundial en Ruta      | Ab.  | —    | 30.ª | 33.ª | Ab.  | 13.ª | 71.ª | 33.ª | 6.ª  | 46.ª | 66.ª | 31.ª |
| Mundial Contrarreloj | Mundial Contrarreloj | —    | —    | —    | —    | 7.ª  | 15.ª | 19.ª | 21.ª | 8.ª  | 12.ª | 22.ª | 13.ª |

—: no participa

Ab.: abandono

X: ediciones no celebradas

## Equipos
- Vienne Futuroscope (2010-2013)
- Specialized/Velocio (2014-2015)
  - Specialized-Lululemon (2014)
  - Velocio-SRAM (2015)
- Boels-Dolmans/SD Worx (2016-2021)
  - Boels-Dolmans Cycling Team (2016-2020)
  - Team SD Worx (2021)